# Copa de Oro 1993
La Copa de Oro 1993 è stata la prima edizione del trofeo, ed è stata vinta dal Boca Juniors.

## Formula
I club qualificati sono i vincitori delle competizioni CONMEBOL del 1992. Le 4 squadre si affrontano in un torneo a eliminazione diretta, con semifinali e finale.

## Partecipanti
| Squadra          | Torneo vinto                  |
| ---------------- | ----------------------------- |
| Atlético Mineiro | Coppa CONMEBOL 1992           |
| Boca Juniors     | Copa Master de Supercopa 1992 |
| Cruzeiro         | Supercoppa Sudamericana 1992  |
| San Paolo        | Coppa Libertadores 1992       |

## Tabellone
|  | Semifinali             | Semifinali             | Semifinali | Semifinali | Semifinali |  |  | Finale           | Finale           | Finale | Finale | Finale |  |
|  |                        |                        |            |            |            |  |  |                  |                  |        |        |        |  |
|  | Boca Juniors           | Boca Juniors           | 1          | 1          | 2          |  |  |                  |                  |        |        |        |  |
|  | São Paulo              | São Paulo              | 0          | 1          | 1          |  |  | Boca Juniors     | Boca Juniors     | 0      | 1      | 1      |  |
|  | Atlético Mineiro (dcr) | Atlético Mineiro (dcr) | 0          | -          | 0 (5)      |  |  | Atlético Mineiro | Atlético Mineiro | 0      | 0      | 0      |  |
|  | Cruzeiro               | Cruzeiro               | 0          | -          | 0 (4)      |  |  |                  |                  |        |        |        |  |

## Incontri

### Semifinali

#### Andata
| Arbitro: | Filippi |

|              |           |  |
| Martínez 87’ | Marcatori |  |

| Belo Horizonte 8 luglio 1993 | Atlético Mineiro     | 0 – 0                                                                | Cruzeiro | Mineirão |
| \| \| \| \| \| Gílson Ryuler Orlando Valdir Bigode Aílton \| Tiri di rigore 5 – 4 \| Roberto Gaúcho Paulo Roberto Edenílson Luís Fernando Flores Cleisson \| |                      |                                                                      |          |          |
| |                      |                                                                      |          |          |
| Gílson Ryuler Orlando Valdir Bigode Aílton | Tiri di rigore 5 – 4 | Roberto Gaúcho Paulo Roberto Edenílson Luís Fernando Flores Cleisson |          |          |

Atlético Mineiro-Cruzeiro giocata in gara unica.

#### Ritorno
| Arbitro: | Escobar |

|             |           |                   |
| Matosas 73’ | Marcatori | 91’ (gg) Martínez |

### Finale

#### Andata
| Arbitro: | Nieves |

| |            | |
| · Luís Henrique P · Luciano D · Orlando Itu D · Ryuler D · Guto D · Carlos C · Valdir C · 74’ Vanderlei C · 75’ Reinaldo A · Wiver A · Aílton A · A disposizione: · Assis P · Lê D · Anderson C · 74’ Toninho Pereira C · 75’ Gílson A | Formazioni | P Navarro Monoya D Soñora D Simón D Moya D Mac Allister C Rodríguez C Medero C Neffa C Tapia A Martínez A Carranza A disposizione: P Pogany D Giuntini A Saturno A Farías A Márcico |
| Mussula | Allenatori | Habegger |

#### Ritorno
| Arbitro: | Orellana |

| |            | |
| Mac Allister 54’ | Marcatori  | |
| · Navarro Montoya P · Giuntini D · Simón D · Moya D · Mac Allister D · Soñora C · Medero C · 42’ Tapia C · Saturno A · 74’ Martínez A · Carranza A · A disposizione: · Pogany P · Cenci D · Farías C · 42’ Márcico A · 74’ Rodríguez A | Formazioni | · P Luís Henrique · D Luciano 8’ · D Anderson · D Ryuler · D Paulo Roberto · C Valdir · C Carlos · C Reinaldo · C Vanderlei 74’ · A Aílton · A Wiver · A disposizione: · P Assis · D Bira · C Lê · C Toninho Pereira 8’ · A Gílson 74’ |
| Habegger | Allenatori | Mussula |

## Verdetti

### Squadra vincitrice
| Copa de Oro 1993         |
| ------------------------ |
| Boca Juniors (1º titolo) |